# Cascata do arroio da Bica
A Cascata do Arroio da Bica está localizada nos contrafortes da Serra Geral, próximo ao sistema do Morro Ferrabraz. O curso d'água é o Arroio da Bica, um afluente do Rio dos Sinos com cerca de 20 km de comprimento. Seu acesso é por uma trilha de 800m, mas com  razoável dificuldade, que vai da estrada até a sua base.
A cascata mede 104m de altura, e pode ser avistada da RS-239 no trecho do município vizinho de Araricá. O acesso a trilha é feito pela comunidade de Canudos, 3Km ao noroeste de Nova Hartz.